# Carcelia oblectanea
Carcelia oblectanea är en tvåvingeart som beskrevs av Louis-Paul Mesnil 1950. Carcelia oblectanea ingår i släktet Carcelia och familjen parasitflugor. Inga underarter finns listade i Catalogue of Life.